# Paul Dukas
Paul Dukas (París, 1 d'octubre de 1865 – París, 17 de maig de 1935) fou un compositor francès.
Paul Abraham Dukas va nàixer a París al si d'una família jueva i va fer els estudis musicals sota el mestratge de Théodore Dubois i Ernest Guiraud, entre d'altres, al Conservatori de París. Ací és on va fer coneixença de Claude Debussy. En acabar els estudis va treballar com a orquestrador i crític musical.

## Carrera
Encara que va compondre una gran quantitat de música, en va destruir gran part perquè no se'n sentia satisfet, i només en va sobreviure una petita part. L'obra més primerenca que ha sobreviscut és l'enèrgica Simfonia en do (1896) en la línia establerta per Beethoven i César Franck. Va ser seguida per una altra obra orquestral, L'Apprenti sorcier, coneguda en català com L'Aprenent de bruixot (1897), poema simfònic basat en el poema de Goethe Der Zauberlehrling. Aquesta peça ha gaudit d'una gran popularitat en ser utilitzada per Walt Disney en la pel·lícula Fantasia. El domini magistral del ritme i la brillant orquestració, ambdues característiques de Dukas, són ben evidents en totes dues obres.
Per al piano, Dukas va escriure dues obres de gran complexitat tècnica, la Sonata per a piano (1901) i les Variacions, interludi i finale sobre un tema de Rameau (1902), també amb reminiscències de l'estil de Beethoven i de Franck. L'òpera Ariane et Barbe-bleue (Ariadna i Barba-blava), en la que va treballar entre 1899 i 1907, ha estat sovint comparada a Pelléas et Mélisande de Debussy, en part per la similitud musical i en part perquè ambdues obres estan basades en drames de Maurice Maeterlinck. El sumptuós ballet oriental La Péri (1912) va ser la darrera gran obra de Dukas.
En les últimes dècades de la seva vida, Dukas esdevingué més conegut com a mestre de composició, gràcies a l'èxit de molts dels seus alumnes. Va morir a París i, com molts altres personatges cèlebres, està soterrat al cementiri del Père-Lachaise de la capital de França.

## Alumnes de Paul Dukas

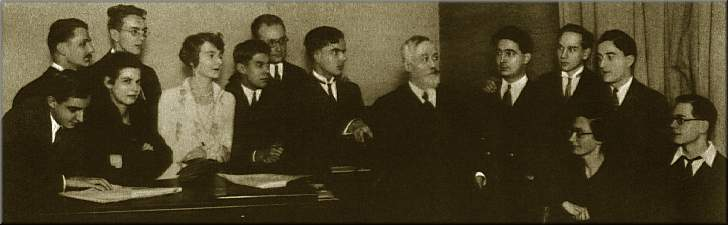
Any 1929, classe de composition de Paul Dukas al Conservatori de París. D'esquerra a dreta, prop del piano: Pierre Maillard-Verger, Elsa Barraine, Yvonne Desportes, Tony Aubin, Pierre Revel, Georges Favre, Paul Dukas, René Duclos, Georges Hugon, Maurice Duruflé. A la dreta, asseguts: Claude Arrieu, Olivier Messiaen

- Marcel Dautremer,
- Zygmunt Mycielski,[1]
- Jan Maklakiewicz,[2]
- Julio César Brero,[3]
- Isaac Albéniz,
- Joaquín Rodrigo,
- Maurice Duruflé,
- Olivier Messiaen,
- Facundo de la Viña,
- Georges Hugon,
- Tony Aubin,
- Henri Barraud,[4]
- Marcel Poot[5] i Jehan Alain.
- Jean-Louis Cartan,[6]
- Michal Kondracki,[7]
- Iulian Krein,[8]
- Jean Langlais,[9]
- Claude Arrieu.
- Yvonne Desportes.
- Elsa Jacqueline Barraine.
- René Gerber.[10]
- Lūcija Garūta

## Obres Principals
- Música Orquestral:

Obertures (Götz von Berlichingen, Polyeucte, Le Roi Lear)
Simfonia en do (1896)
L'Apprenti sorcier (1897)
- Música de cambra:

Villanelle, per a trompa i piano
- Piano:

Interlude et final sobre un tema de Rameau
La plainte, au loin, du faune...
Prélude élégiaque et variations
Sonata
- Vocal:

Sonnet de Ronsard
Vocalise, per a veu i piano
Cantates (Hymne au soleil, Sémélé et Velléda)
- Ballet:

La Péri (1912)
- Òpera:

Ariane et Barbe-bleue (1907)